# Уличные акулы
«Уличные акулы» (англ. Street Sharks) — американский супергеройский мультсериал о подростках, мутировавших в акул, которые посвятили свою жизнь борьбе с преступностью. Был спродюсирован DIC Entertainment и вышел на экраны в 1994 году. Позже, в 1996, был объединён с сериалом «Дино-мстители» (англ. Dino Vengers).

## Персонажи

### Семья Болтон
- Рипстер (англ. Ripster) (озвучен Lee Tockar) - Джон Болтон (англ. John Bolton) самый старший и умный из братьев. Является страстным игроком в бильярд. В первом эпизоде передвигается на мотоцикле. Когда Джон превращается в Рипстера, он становится большой белой акулой с клыками, способными перегрызать сталь.
- Джэб (англ. Jab) (озвучен Matt Hill) - Клинт Болтон (англ. Clint Bolton) увлекается боксом, однако имеет серьезный недостаток - лень. Возможно имеет склонность к механике. Для передвижения использует реактивный ранец. Джэб - акула-молот, использующий свою голову в качестве тарана.
- Стрикс (англ. Streex) (озвучен Andrew Rannells) - Роберт "Бобби" Болтон младший (англ. Robert "Bobby" Bolton Jr.) самопровозглашенный сердцеед. Никогда не снимает свои роликовые коньки и получает огромное удовольствие от экстремальных видов спорта, а еще он умеет играть на ударных. Мутировав, Бобби стал тигровой акулой.
- Большой Сламму (англ. Big Slammu) (озвучен D. Kevin Williams) - Куп Болтон (англ. Coop Bolton) самый сильный и самый младший из братьев. В школе занимался футболом. Куп превратился в китовую акулу, использующую сейсмическую атаку, вызываемую ударом кулаков о землю.

## Список эпизодов

### Первый сезон (1994)
| № п\п | Оригинальное название | Название         | Автор сценария |
| ----- | --------------------- | ---------------- | -------------- |
| 1     | Sharkbait             | Наживка для акул | Martha Moran   |
| 2     | Sharkbite             | Укус акулы       | Martha Moran   |
| 3     | Sharkstorm            | Акулы атакуют    | Martha Moran   |

### Второй сезон (1994)
| № п\п | Оригинальное название | Название              | Автор сценария      |
| ----- | --------------------- | --------------------- | ------------------- |
| 1     | Shark Quest           | Акулы ведут следствие | Douglas Booth       |
| 2     | Lone Shark            | Одинокая акула        | Dennis O'Flaherty   |
| 3     | Shark n' Roll         | Акулий рок-н-ролл     | Robert Schecther    |
| 4     | Fresh Water Shark     | Пресноводная акула    | Bill Matheny        |
| 5     | Shark Treatment       | Лечение акул          | Dennis O'Flaherty   |
| 6     | Road Sharks           | Акула на дороге       | Steve Hayes         |
| 7     | Sharkfight            | Акулья битва          | George Arthur Bloom |
| 8     | Sky Sharks            | Летающие акулы        | Michael O'Mahony    |
| 9     | Sharks of Steel       | Акула из стали        | Douglas Booth       |
| 10    | Shark Source          | Акулий источник       | Douglas Booth       |

### Третий сезон (1995)
| № п\п | Оригинальное название              | Название                | Автор сценария    |
| ----- | ---------------------------------- | ----------------------- | ----------------- |
| 1     | Jurassic Shark                     | Акула Динозавр          | Dennis O'Flaherty |
| 2     | Sir Sharkalot                      | ...                     | ...               |
| 3     | Shark to the Future                | Акула будущего          | ...               |
| 4     | First Shark                        | Первая акула            | ...               |
| 5     | Rebel Sharks                       | Акулы - мятежники       | ...               |
| 6     | Space Sharks                       | Космические акулы       | ...               |
| 7     | A Shark Among Us                   | Акулы среди нас         | ...               |
| 8     | To Shark or Not to Shark           | Быть или не быть акулой | ...               |
| 9     | Eco Shark                          | Эко акула               | ...               |
| 10    | Close Encounters of the Shark Kind | ...                     | ...               |
| 11    | Satellite Sharks                   | ...                     | ...               |
| 12    | Cave Sharks                        | Пещерные акулы          | ...               |
| 13    | Shark Wars                         | Акульи войны            | ...               |
| 14    | Shark Father                       | Король акул             | ...               |
| 15    | Shark Hunt                         | ...                     | ...               |
| 16    | Card Sharks                        | Карточные акулы         | ...               |
| 17    | Shark Jacked                       | ...                     | ...               |
| 18    | Turbo Sharks                       | Турбо акулы             | ...               |
| 19    | 20,000 Sharks Under the Sea        | 20,000 акул под морем   | ...               |
| 20    | Ancient Sharkonauts                | ...                     | ...               |
| 21    | Sharkotic Reaction                 | ...                     | ...               |
| 22    | Sand Sharks                        | ...                     | ...               |
| 23    | Shark Quake                        | ...                     | ...               |
| 24    | Super Shark                        | Супер акула             | ...               |
| 25    | Jungle Sharks                      | Акулы джунглей          | ...               |
| 26    | Trojan Sharks                      | Троянские акулы         | ...               |
| 27    | Shark-apolypse Now!                | Акуло-покалипсис!       | ...               |